# Der Eisenhans

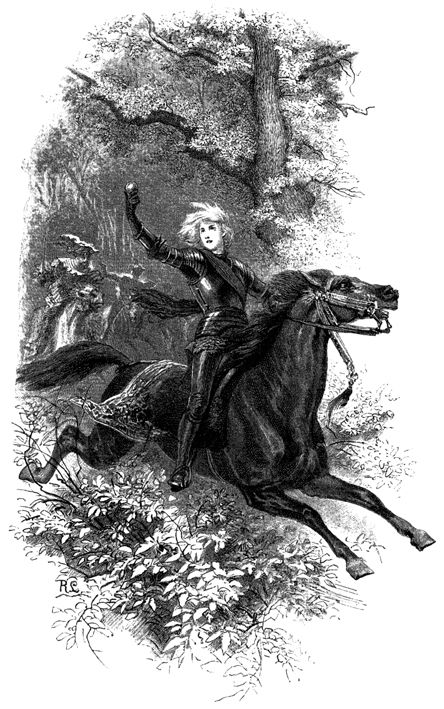
Illustration von Anton Robert Leinweber, 1893

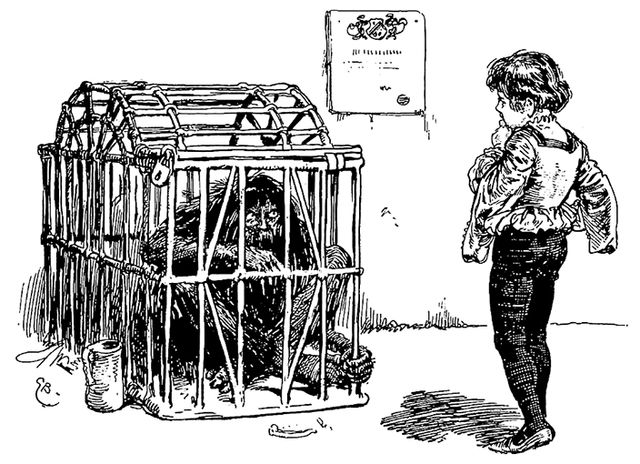
Der Eisenhans im Käfig. Gordon Browne, 1894

Der Eisenhans ist ein Märchen (ATU 314). Es steht in den Kinder- und Hausmärchen der Brüder Grimm ab der 6. Auflage von 1850 an Stelle 136 (KHM 136) und basiert teilweise auf Der eiserne Hans in Friedmund von Arnims Sammlung Hundert neue Mährchen im Gebirge gesammelt (Erstausgabe 1844).

## Handlung

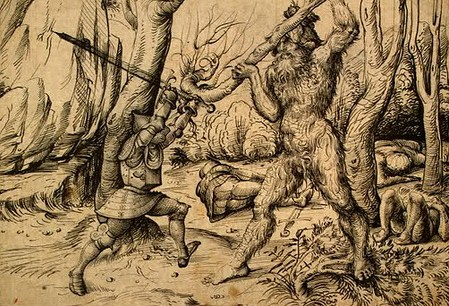
Unbekannter Illustrator

Ein König hat einen großen Wald mit vielen wilden Tieren darin. Er schickt einen Jäger aus, um dort ein Reh zu schießen, aber der Jäger kommt nicht zurück. Der König schickt noch mehrere Jäger aus, um nach dem Verbleib des ersten zu forschen, aber es kehrt kein einziger Jäger aus dem Wald zurück. Schließlich wagt sich niemand mehr in den Wald.
Eines Tages kommt ein neuer Jäger, der mit seinem Hund den Wald durchstreift. Der Hund findet die Gefahrenstelle in Form eines Tümpels, auf dessen Grund ein wilder Mann haust, der am ganzen Leib von rostbrauner Farbe ist und Mensch und Tier in die Tiefe zieht. Der Jäger lässt den Tümpel ausschöpfen und nimmt den wilden Mann, der wegen seiner Hautfarbe „Eisenhans“ genannt wird, gefangen.
Eisenhans wird in einem Käfig im Hof des Königs gefangen gehalten. Der Sohn des Königs lässt sich von dem wilden Mann überreden, den Schlüssel für den Käfig, der unter dem Kopfkissen seiner Mutter liegt, zu stehlen und ihn freizulassen. Der wilde Mann nimmt den Königssohn mit und versteckt sich mit ihm wieder im Wald. Der Königssohn soll fortan auf einen besonderen Brunnen des wilden Mannes aufpassen, in dem alles, was hineingerät, vergoldet wird. Er begeht aber drei Mal den Fehler, doch etwas hineinfallen zu lassen (vor allem sein eigenes, langes Haupthaar), und wird daher vom Eisenhans fortgeschickt. Allerdings verspricht er dem Königssohn, ihm bei Bedarf zu helfen.
Der Sohn kehrt nicht mehr an den Hof seines Vaters zurück. Er zieht durch die Welt, nimmt eine Arbeit als Gärtner bei einem anderen König an und verliebt sich in die Tochter des Königs, die ihm ebenfalls sehr zugetan ist. Als dieser König in einen Krieg mit einem anderen Reich verwickelt wird, nimmt der junge Prinz die Hilfe des Eisenhans das erste Mal in Anspruch und besiegt mit dessen Hilfe den Feind, verschwindet aber gleich wieder von der Bildfläche. Um den Unbekannten hervorzulocken und ihm für seine Hilfe zu danken, veranstaltet der König ein Siegesturnier, bei dem seine Tochter einen goldenen Apfel unter die Teilnehmer werfen soll. Der Prinz kann der Versuchung nicht widerstehen und erscheint, vom Eisenhans als Ritter ausstaffiert, bei den drei Festtagen hintereinander, um den Apfel zu fangen. Beim dritten Mal aber wird er von den Leuten des Königs enttarnt und zur Rede gestellt, gesteht er seine wahre Herkunft und verlangt nach der Hand der Prinzessin, die ihm sowohl der König als auch seine Tochter willig geben.
Während der Hochzeitsfeier treffen aber nicht nur die Eltern des Prinzen ein, die damit ihren verlorengegangenen Sohn wieder in die Arme schließen können, sondern auch ein weiterer stolzer König mit Gefolge. Er begrüßt den Königssohn, gibt sich als Eisenhans zu erkennen, erklärt dem Prinzen, dass dieser ihn aus einer Verwünschung befreit hat, und vermacht ihm als Dank seinen gesamten Reichtum.

## Stil

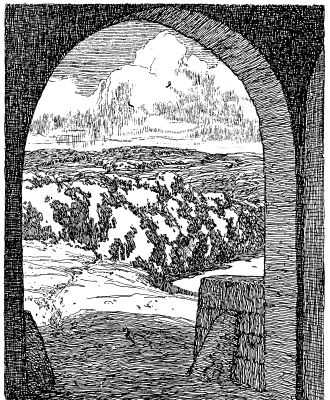
Illustration von Otto Ubbelohde, 1909

Die lebendige, ideenreiche Handlung pendelt zwischen Königshof und Wald als märchentypischem Sitz des Magischen. Die einfache Form reiner Volkserzählung weit übersteigend, beginnt sie mit der Jägerepisode vor Auftreten des Helden, dessen Läuterung am Hof dafür in steigernden Wiederholungen die zweite Texthälfte einnimmt. Den Eisenhans kennzeichnen Eisen und Gold in szenenabhängiger Variation: Haut wie rostiges Eisen, Eisenkäfig, eisernes Kriegsvolk. Dessen Schwerter blitzen in der Sonne wie Goldkugel, Goldbrunnen, Goldhaare und Goldapfel. Der am Käfig verletzte Finger wird am Brunnen vergoldet, das dort ebenfalls vergoldete, schamhaft versteckte Haar von der Prinzessin enthüllt. Auch der Prinz durchläuft also eine Entwicklung, parallel zur Erlösung des wilden Mannes vom Pfuhl zum Goldbrunnen, aus Käfig und Verwünschung.

## Herkunft

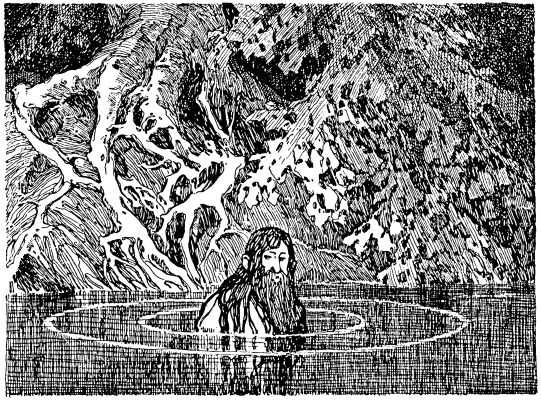
Illustration von Otto Ubbelohde, 1909

Der Eisenhans ersetzte ab der 6. Auflage das ähnliche De wilde Mann als Nr. 136. Grimms Anmerkung nennt als Quelle die „Maingegenden“ (Regina Ehemant) und Der eiserne Hans in Friedmund von Arnims Sammlung Hundert neue Mährchen im Gebirge gesammelt. Letzteres hat die Episode mit dem Brunnen und den goldenen Haaren, die er dann unter der Mütze versteckt, wofür ihn der König von der Tafel verweist, die wilden Blumen für die Prinzessin sowie die drei Bälle und verschiedenfarbigen Pferde. Wilhelm Grimm sah sich bei seiner Überarbeitung mit der Gold- und Eisensymbolik wohl auch an KHM 1 Der Froschkönig oder der eiserne Heinrich erinnert, wo in seiner Version der Diener ebenfalls als mystischer Bruder erlöst wird.
In der Anmerkung der Brüder Grimm zum Märchen „Der Eisenhans“ (KHM 136) in der Ausgabe letzter Hand (7. Auflage, 1857) verweisen sie auf eine Vielzahl von verwandten Erzählmotiven und Märchenstoffen. So ziehen sie Parallelen zu anderen Märchen aus ihrer Sammlung wie Aschenputtel (KHM 21) und Allerleirauh (KHM 65), zu einem österreichischen Märchen vom sogenannten „Stiefelstoß“ – einem Bären, der unter der Treppe lebt und an dem sich alle die Stiefel abputzen –, sowie zu jüdischen Sagen über den Dämon Aschmadai. Darüber hinaus nennen sie vergleichbare Stoffe bei Vulpius, Müllenhoff (Nr. 12), Wolf (S. 269), Sommer (S. 86, 133, 135) und Zingerle (Nr. 28 und 33, S. 198), sowie ausländische Varianten, etwa ein norwegisches Märchen bei Asbjørnsen (S. 74), ein dänisches bei Winther (S. 31), ein italienisches bei Straparola (Band 5, Geschichte 1), ein russisches bei Anton Dietrich (Nr. 4) und ein böhmisches bei Milenowski (Nr. 6). Schließlich wird auch auf den norwegischen König Harald den Haarschönen Schönhaar hingewiesen, wie er im Flatöbuch überliefert ist. In einem Märchen aus Grimms Nachlass wird ein alter Soldat zum König, indem sein magischer Schimmel aus dem Schloss eines Hexers ihn dreimal die Schlacht gewinnen lässt.
Märchenforscher Hans-Jörg Uther kam nach Textvergleich zu dem Schluss, dass Wilhelm Grimm das Märchen nur auf Basis von De wilde Mann und Arnims Der eiserne Hans gestaltete, der sich inhaltlich teilweise wiederum an De wilde Mann orientiert. Goldfinger und Goldhaar als Signum der Tabuübertretung nahm Arnim aus Andreas Justinus Kerners Märchen Goldener (1813). Weiteres literarisches Vorbild ist Der eiserne Mann, oder: Der Lohn des Gehorsams aus Christian August Vulpius’ Sammlung Ammenmärchen (1791). Älteste gedruckte Variante der Erzählung vom wilden Mann AaTh 502 ist Straparola 5,1 (wohl Guerrino, Ergötzliche Nächte). Die unerkannte Turnierteilnahme kommt in mittelalterlichen Ritterromanen vor. Erst Heinz Rölleke beachtete den handschriftlichen Nachtrag Wilhelm Grimms im Anmerkungsband: „Auch in einer Erzählung, die ich von Frl. Reg. Ehemant in Frankfurt am M. 1846 erhielt.“ Vielleicht auf Vermittlung Brentanos hatte er sie auf dem Weg zur Germanistenversammlung 1846 in Frankfurt besucht. So spät noch einmal eine mündliche Quelle heranzuziehen, lässt große Hochschätzung für sie oder den Text ahnen. Philine in Goethes Wilhelm Meister lässt sich auch Blumen bringen.

## Interpretation

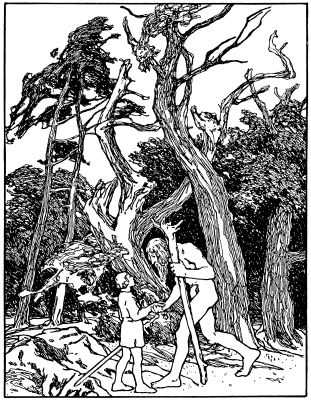
Illustration von Otto Ubbelohde, 1909

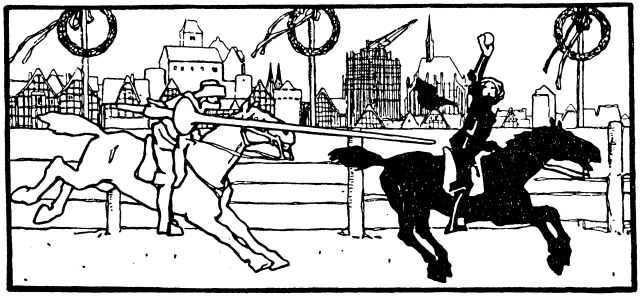
Illustration von Otto Ubbelohde, 1909

Hedwig von Beit vermutet nach Vergleich mit Tiefkulturmärchen in Eisenhans einen ursprünglichen Zwillingsbruder, dessen Verzauberung durch eine negative Muttergestalt noch in dem Schlüssel unter ihrem Kopfkissen angedeutet ist (vgl. Der Königssohn Ring und der Hund Snati-Snati). Als unassimilierter unbewusster Inhalt raubt er Energie, was in anderen Märchen des Prinzen Fahrt auslöst (z. B. Der goldene Vogel). Der alte König fängt ihn seines prophetischen Wissens wegen, wie Midas den Silenos, König Numa die Walddämonen Faunus und Picus, Salomo den Geisterfürsten Aschmodai oder König Rodarchus den Waldmann Merlin. Naturgeister bei Frühlings- und Erntefesten heißen oft wilder Mann, tragen Zottelhaare oder Moos. Im Mittelmeerraum ähneln sie Pan, Silen und Faunus, in Russland Ljeschi, der seine Gestalt der Umgebung anpasst und Kinder stiehlt, was im Eisenhans durch des Kindes Angst vor Strafe erklärt wird. Die Anspielungen auf Eisen passen auch zu Metallmännchen und -riesen (wie in KHM 97, 165, Varianten zu KHM 116) und damit Einflüssen der Alchemie (vgl. KHM 99), die den Tierbruder alter nahöstlicher Quellen (s. a. KHM 126) in Europa zu überdecken scheinen. Mithras hat Goldhaar. Zosimos nennt den Alchemisten Kind des goldenen Kopfes. Der gelehrte Silvester II. soll einen goldenen Kopf gehabt haben, der ihm Orakel erteilte. Der lichte Bruder ist Störer und Befreier des dunklen, der ihm die nötige magische Hilfe über die Anima zur Bewusstheit gibt. Die Berufung darf in der Welt erst gezeigt werden, wenn sie auch Taten vorweist (vgl. KHM 29, 101). Anstelle des Verdeckens der Sonnenhaare kann die Verdrängung durch einen Diener vorkommen (wie in KHM 89). Auch Ulla Wittmann sieht in Held und Eisenhans ein mythologisches Freundespaar, das sich parallel jeweils vierstufig entwickelt, und vergleicht Chadir (18. Koransure), Der treue Johannes, Der goldene Vogel. Laut Anthroposophin Ortrud Stumpfe stehen die Ritter für Naturkräfte, rote Triebe, helles Denken, Wollen, die der Einzelne wie auch die Menschheit bändigen muss. Stumpfe bietet eine Meditation mit der goldenen Erdkugel, um eigene Kraft und Verantwortung zu fühlen. Für Christa Siegert ist Eisenhans der Wille, der im Käfig der Gebote kultiviert wird, aber unfrei bleibt. Frei kann er der begreifenden Seele das Vollkommene reichen, die sich aber daran verletzt und das geistige Lebenswasser egoistisch einsetzt. Wilhelm Salber sieht eine Dialektik zwischen verschlingendem Einheitspfuhl und lebender Entwicklung. Beider Forderungen und Schicksale vertragen sich nicht, doch jede Entscheidung wäre Verrat. Ein dritter Weg muss aus beiden kommen, wobei Übertretungen ausgetestet werden. Nach dem Schema vom verlorenen Sohn suche man „Revolte und Dennoch-geliebt-Werden, Gefahr und treue Rettung im letzten Augenblick zu verbinden.“ Psychotherapeuten Jobst Finke denkt auch an Sagengestalten wie Rübezahl und sieht die Entwicklung des weltfremd erzogenen Knaben zum starken Ritter durch väterlichen Beistand und Identifikation. Der Text half einem vaterlos aufgewachsenen, wenig durchsetzungsfähigen Angestellten, seine Konflikterfahrungen zu verbalisieren.

## Varianten

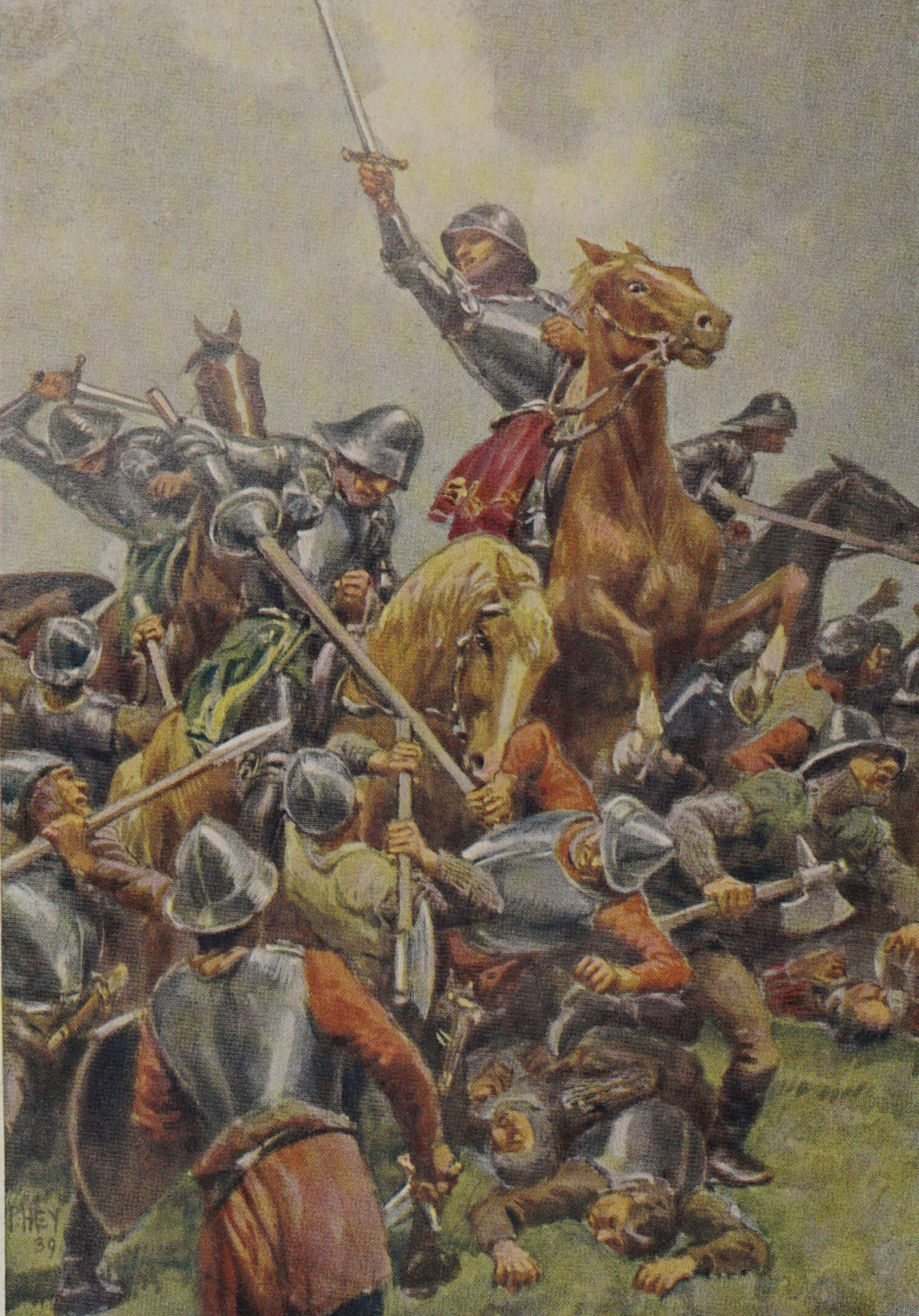
Illustration von Paul Hey, 1939

In der griechischen Märchensammlung von Johannes Mitsotakis steht eine Eisenhansvariante betitelt Der wilde Mann, die dem Grimm-Märchen außerordentlich ähnelt, allerdings ist die Geschichte mit dem Wiederfinden der Eltern hier noch detaillierter ausgeführt. François Cadic überliefert eine bretonische Eisenhansvariante Georgic und Merlin in seiner französischen Märchensammlung La Paroisse bretonne. Das norwegische Märchen Das gute Schwert verbindet Eisenhans mit dem Narren-Prinz-Motiv von Prinz Bajaja und der Weg des Prinzen führt über die drei Gestalten des schwarzen, weißen und roten Ritters zum Sieg. In Schweden findet sich eine fast wortgleiche Eisenhansvariante Die Prinzessin auf dem Glasberg. Hier trifft Eisenhans auf eine Prinzessin mit leichten Schneewittchenzügen. Des Weiteren findet sich in Schweden das das Tierhilfemotiv integrierende Eisenhans-Märchen Königin Kranich. Das wichtige Eisenhans-Motiv vom roten, weißen und schwarzen Ritter verbindet das Eisenhans-Märchen auch mit dem russischen Zaubermärchen Wassilissa die Wunderschöne. Eines der bedeutsamsten Märchen an der Seite des Grimmschen Eisenhans ist Prinz Bajaja, das tschechische Drachenkampfmärchen von Božena Němcová: Hier wie dort hat die Torenrolle des Gärtners rätselhaft rettende Bedeutung. Auch die drei Erscheinungen des Ritters und sein Wiedererkennen durch aufgefangene Äpfel macht diese beiden Märchen untergründig einander überraschend nahe. Vgl. Das treue Füllchen, unerkannte Turnierteilnahme auch in Der Hinkelhirt in Johann Wilhelm Wolfs Deutsche Hausmärchen, ferner Wilhelm Buschs Friedrich Goldhaar, zum schlechten Pferd auch Ludwig Bechsteins Goldhähnchen.
Unter den dänischen Volksmärchen finden sich mehrere Eisenhansvarianten: Ähnlich verlaufend wie Grimms Eisenhans ist Hans mit den goldenen Haaren. Hier ist der wilde Mann jedoch ein feindlicher Meermann, und davon abgespalten findet sich helfende Naturmacht in einem sprechenden Pferd, das, unter anderem, dabei behilflich ist drei feindliche Heere zu besiegen. Diese Version stammt aus Svend Grundtvigs Gamle danske Minder i Folkemunde (Kopenhagen 1854–1861, Band 2, Nr. 311). Sie wurde in Furreby bei Løkken, Vendsyssel nach Gjertrud Ane Jørgensen von Niels Levinsen aufgezeichnet und erhielt im Deutschen auch den Titel Hans mit dem goldenen Haar. In einer weiteren dänischen Version gelangt ein Jüngling durch das Köpfen von drei Trollen an drei Pferde, womit er dann gegen die drei Heere anstürmt und in der dritten Schlacht schließlich den feindlichen König köpfen kann. Diese Version entstammt der Sammlung dänischer Volksüberlieferungen, Kopenhagen und wurde zwischen 1925 und 1933 in Bodilsker, Bornholm nach der Erzählerin Charlotte Kofoed von J. P. Kuhre aufgezeichnet. Der deutsche Titel lautet Hans mit dem Goldhaar. Ein Eisenhans-Märchen aus Österreich, das mit Goldhaar betitelt wurde und in dem drei Drachen besiegt werden müssen, ist auch in Josef Haltrichs Deutsche Volksmärchen aus dem Sachsenlande in Siebenbürgen (Berlin 1856, Nr. 11) abgedruckt.

## Rezeptionen
F.W. Buri verfasste einen Gedichtzyklus zum Eisenhans. Robert Blys Buch Eisenhans. Ein Buch über Männer. analysiert die Entwicklung gesunder Männlichkeit. Paul Maars Autobiographie beschreibt den Konflikt mit seinem Vater. Er las Eisenhans als Kind fast allabendlich heimlich und war erschüttert, es als Erwachsener wieder zu lesen. Iris Frick schrieb einen Roman Jona vom Walde.

## Filme
- 1971: Prinz Bajaja (Princ Bajaja),  ČSSR, Spielfilm, 81 min., Regie: Antonín Kachlík mit Ivan Palúch als Bajaja und Magda Vášáryová als Prinzessin Slavena. Das Märchen von Bajaja nach Božena Němcová und auch die Verfilmung sind mit Eisenhans verbunden über verschiedene Schlüsselelemente: die Schlossgärtner- und Narrenrolle, das dreimalige Nichterkennen des ritterlichen Retters und das Wiedererkennen durch Äpfel. Der für Bajaja zentrale Drachenkampf spielt bei Eisenhans keine Rolle.
- 1982: Taugenichts der tapfere Ritter (Original: Popolvár najväcsí na svete), ČSSR, Spielfilm, 81 min., teilweise nach Eisenhans-Motiven der Brüder Grimm, mit Zuzana Skopálová als Prinzessin.
- 1983: Eisenhans, BR Deutschland, Spielfilm, 109 min., Regie: Tankred Dorst.
- 1987: Gurimu Meisaku Gekijō, japanische Zeichentrickserie, Folge 42: Eisenhans.
- 1988: Der Eisenhans, DDR, DEFA-Spielfilm, 79 min., Regie: Karl Heinz Lotz.
- 2011: Der Eisenhans, Deutschland, Märchenfilm der ZDF-Reihe Märchenperlen, 80 min.
- 2015: Grimm, USA, Fernsehserie, Staffel 4, Folge 9, 42 min.[24]

## Bilder
Ignatius Taschner schuf für die quadratformatige Jugendstil-Kunstbuchreihe Gerlach's Jugendbücherei bei Gerlach & Wiedling Illustrationen zu Der Eisenhans. Die Ausstattung umfasst sieben farbige Bilder und sieben schwarz-weiße oder dreifarbige Vignetten. Die Farbbilder thematisieren: 1. Der gefesselte wilde Mann gefangen, 2. Der Knabe flüchtet auf den Schultern des wilden Mannes in den Händen die Goldkugel, 3. Der Goldbrunnen und der Tabubruch, bei dem die Haare des Knaben in das goldene Wasser fallen 4. Der Knabe wandert in die Welt – die goldenen Haare unter der Mütze versteckt (kleineres Bild), 5. Am Hofe des Königs – der unerkannte Knabe als Küchenjunge bei der herrschaftlichen Tafel (kleineres Bild), 6. Der Ruf nach dem Eisenhans – der goldhaarige Reiter im Fliegenpilzwald erbittet die Hilfe des wilden Mannes für den König 7. Der siegreiche goldene Reiter in der schwarzen Rüstung und auf dem schwarzen Pferd.
Otto Ubbelohde und Lizzie Hosaeus schufen ebenfalls wichtige Illustrationen zu dem Eisenhansmärchen. Von Paul Hey ist das Eisenhansbild Der goldhaarige Knabe als Gärtner wilder Blumen erwähnenswert.

### Primärliteratur
- Friedmund von Arnim: Hundert neue Mährchen im Gebirge gesammelt. Herausgegeben von Heinz Rölleke. Erste Auflage. Eugen Diederichs Verlag, Köln 1986, S. 25–27, S. 109–115 ISBN 3-424-00891-5
- Grimm, Brüder: Kinder- und Hausmärchen. Ausgabe letzter Hand mit den Originalanmerkungen der Brüder Grimm. Mit einem Anhang sämtlicher, nicht in allen Auflagen veröffentlichter Märchen und Herkunftsnachweisen herausgegeben von Heinz Rölleke. Band 3: Originalanmerkungen, Herkunftsnachweise, Nachwort. Durchgesehene und bibliographisch ergänzte Ausgabe. Reclam-Verlag, Stuttgart 1994, S. 230–231, S. 496–497 ISBN 3-15-003193-1
- Rölleke, Heinz (Hrsg.): Grimms Märchen und ihre Quellen. Die literarischen Vorlagen der Grimmschen Märchen synoptisch vorgestellt und kommentiert. 2., verb. Auflage, Trier 2004. S. 152–169, 561–562. (Wissenschaftlicher Verlag Trier; Schriftenreihe Literaturwissenschaft Bd. 35; ISBN 3-88476-717-8)
- Anne Sexton: Verwandlungen – die Grimm´schen Märchen von A. S. in Form von Gedichten, vorzugsweise für Erwachsene – S. Fischer Verlag, FFM 1995;

Varianten
- Josef Haltrich: Deutsche Volksmärchen aus dem Sachsenlande in Siebenbürgen. Verlag von Julius Springer, Berlin 1856.[21]
- Klara Stroebe (Übers.): Nordische Volksmärchen: Teil 1: Dänemark/Schweden. Eugen Diederichs, Jena 1922, S. 55–68, 322.[18][26]
- Laurits Bødker (Hrsg.): Die Märchen der Weltliteratur – Dänische Volksmärchen. Eugen Diederichs Verlag, Düsseldorf / Köln 1964, S. 143–157, 341; Übersetzt von Anna Kjærgaard.
- Bengt Holbek (Hrsg.): Dänische Volksmärchen. Akademie-Verlag, Berlin 1990, S. 31–39, 273; Übersetzung von Gisela Perlet.
- Heinz Barüske (Hrsg. und Übers.): Dänische Märchen. Insel Verlag, Frankfurt am Main und Leipzig 1993, S. 197–211, 401–402.

### Sekundärliteratur
- Heinz Rölleke, Albert Schindehütte: Es war einmal … . Die wahren Märchen der Brüder Grimm und wer sie ihnen erzählte. Eichborn, Frankfurt am Main 2011, ISBN 978-3-8218-6247-7, S. 403, 411.
- Hans-Jörg Uther: Handbuch zu den Kinder- und Hausmärchen der Brüder Grimm. de Gruyter, Berlin 2008, ISBN 978-3-11-019441-8, S. 288–292.
- Scherf, Walter: Das Märchenlexikon. Erster Band A-K. S. 251–256. München, 1995. (Verlag C. H. Beck; ISBN 3-406-39911-8)
- Dammann, Günter: Goldener. In: Enzyklopädie des Märchens. Band 5. S. 1372–1383. Berlin, New York, 1987.
- Dammann, Günter: Mann: Der wilde M.. In: Enzyklopädie des Märchens. Band 9. S. 218–222. Berlin, New York, 1999.
- Röhrich, Lutz: Märchen und Wirklichkeit. Zweite erweiterte Auflage. Franz Steiner Verlag, Wiesbaden 1964, S. 13, 19, 76, 108, 117–118, 122–123, 210, 238–239.

### Deutungen
- von Beit, Hedwig: Symbolik des Märchens. Bern, 1952. S. 468. (A. Francke AG, Verlag)
- von Beit, Hedwig: Gegensatz und Erneuerung im Märchen. Zweiter Band von «Symbolik des Märchens». Zweite, verbesserte Auflage, Bern 1956. S. 308–318, 322, 325, 330, 371, 408, 409, 441, 572, 630. (A. Francke AG, Verlag)
- Lenz, Friedel: Bildsprache der Märchen. 8. Auflage. Verlag Freies Geistesleben und Urachhaus GmbH, Stuttgart, 1997, S. 226–238 ISBN 3-87838-148-4
- Wittmann, Ulla: Ich Narr vergaß die Zauberdinge. Märchen als Lebenshilfe für Erwachsene. Ansata-Verlag, Interlaken 1985, S. 47–60 ISBN 3-7157-0075-0.
- Kast, Verena: Familienkonflikte im Märchen. Eine psychologische Deutung. dtv, München 1988, S. 104–130. ISBN 3-530-42102-2
- Christa M. Siegert: Geheime Botschaft im Märchen. Eine Entschlüsselung von Christa M. Siegert mit sieben Graphiken von B. Schollenberg. Hermanes T. Verlag, 1991. ISBN 3-925072-04-7. S. 110–140.
- Stumpfe, Ortrud: Die Symbolsprache der Märchen. 7., verbesserte und erweiterte Auflage 1992. Münster. S. 34, 47–48, 52, 56, 58, 62, 65–69, 147, 197, 223. (Aschendorffsche Verlagsbuchhandlung; ISBN 3-402-03474-3)
- Bly, Robert: Eisenhans. Ein Buch über Männer. Rowohlt, 2005. ISBN 3-499-62015-4.
- Wilhelm Salber: Märchenanalyse (= Werkausgabe Wilhelm Salber. Band 12). 2. Auflage. Bouvier, Bonn 1999, ISBN 3-416-02899-6, S. 87–89.
- Edith Helene Dörre: Das Edelsteinfundament. Ein homöopathischer Entwicklungsweg durch 13 Edelsteine und Märchen. Novalis, Schaffhausen 2007, ISBN 978-3-907160-66-4, S. 99–152.
- Jobst Finke: Träume, Märchen, Imaginationen. Personzentrierte Psychotherapie und Beratung mit Bildern und Symbolen. Reinhardt, München 2013, ISBN 978-3-497-02371-4, S. 151–152, 158, 171–178, 202, 211–212, 215–216.
- Gerhardus Lang: Archetypische Bilder: „Der Eisenhans“. In: Gudjons aktuell. Vol. 18 / Nr. 2 – 4/2013, Augsburg, S. 54–70.